# Prosper (film)
Pour les articles homonymes, voir Prosper.
Pour plus de détails, voir Fiche technique et Distribution.
Prosper est une comédie fantastique française réalisée par Yohann Gloaguen et sortie en 2025,.

## Synopsis
Un homme d'affaires, également sapeur, est tué par balles au moment où il monte dans le véhicule d'un chauffeur VTC. Celui-ci, qui a des difficultés financières comme sentimentales, se débarrasse du corps mais conserve 30 000 euros que le sapeur avait dans sa poche et enfile ses souliers en peau de crocodile. L'esprit du mort s'empare alors de son corps.

## Fiche technique
Sauf indication contraire, les informations mentionnées dans cette section peuvent être confirmées par les bases de données cinématographiques IMDb et Allociné,  présentes dans la section « Liens externes ».
- Titre original : Prosper
- Réalisation : Yohann Gloaguen
- Scénario : Dominique Baumard, Thierry Lounas, Yoann Gloaguen et Léo Noël
- Musique : John Kaced
- Décors : Sophie Guichard
- Costumes : David Rossini
- Photographie : Thomas Bremond
- Son : Maxime Berland, Fabien Beillevaire, Geoffrey Perrier et Jules Jasko
- Montage : Ann-Sophie Wieder
- Production : Thierry Lounas, Vincent Maraval et Jean-Pascal Zadi
- Société de production : Capricci Production, Wild West et Douze Doigts Productions
- Société de distribution : Le Pacte
- Budget : 2,6 millions d'euros[3]
- Pays de production :  France
- Langue originale : français
- Format : couleur — 2,39:1 — son 5.1
- Genre : comédie
- Durée : 92 minutes
- Dates de sortie :
  - France : 19 mars 2025
  - Belgique : 26 mars 2025

## Distribution
Sauf indication contraire, les informations mentionnées dans cette section peuvent être confirmées par les bases de données cinématographiques IMDb et Allociné,  présentes dans la section « Liens externes ».
- Jean-Pascal Zadi : Prosper
- Cindy Bruna : Anissa
- Mamadou Minté : Alpha
- Ralph Amoussou : Aristote
- Makita Samba : King
- Salimata Kamaté : la mère de Prosper
- Jean-Claude Muaka : Trésor
- Jessy Salomée Ugolin : Malia
- Guillaume Duhesme : Boris
- Denis Mpunga : Mbilla
- Jocelyn Armel : le Bachelor
- Robby-Ange Kimvula : Monsieur Robby « Robby The Lord »